# Florígeno
Florígeno é uma substância hipotética que seria responsável por induzir o florescimento nas plantas. A hipótese foi apresentada pela primeira vez pelo fisiologista russo Mikhail Chailakhyan, em 1936.
No entanto, as pesquisas realizadas até hoje para isolar e identificar o florígeno não deram resultado. Alguns pesquisadores sugerem que a função poderia ser exercida por algum outro hormônio, como a giberelina. Outros defendem a possibilidade de que se trate de uma molécula de RNA ou uma proteína (Hd3A).
Há, ainda, a teoria de que o florígeno não seria uma substância específica, e sim um conceito, podendo ser melhor representado por uma interação entre vários hormônios.
Em 2005, pesquisadores do Instituto Max Planck  anunciaram a descoberta de uma substância que partem das folhas para as pontas dos talos, carregando instruções específicas para a floração. Cientistas da Universidade de Kyoto e da Universidade de Ciencias Agrícolas de Uma, por sua vez, identificaram a produção de flores com a interação entre as proteínas FT e FD.